# Javier Cienfuegos
Javier Cienfuegos Pinilla (* 15. Juli 1990 in Montijo) ist ein spanischer Leichtathlet, der sich auf den Hammerwurf spezialisiert hat und Inhaber des Landesrekordes in dieser Disziplin ist.

## Sportliche Laufbahn
Erste Erfahrungen bei internationalen Meisterschaften sammelte Javier Cienfuegos im Jahr 2007, als er bei den Jugendweltmeisterschaften in Ostrava mit einer Weite von 64,04 m in der Qualifikationsrunde ausschied. Anschließend verpasste er bei den Junioreneuropameisterschaften in Hengelo mit 63,74 m ebenfalls den Finaleinzug. Im Jahr darauf gelangte er bei den Juniorenweltmeisterschaften in Bydgoszcz mit 65,93 m auf den zwölften Platz. 2009 gewann er bei den Junioreneuropameisterschaften in Novi Sad mit 79,12 m mit dem 6-kg-Hammer die Bronzemedaille und anschließend schied er bei den Weltmeisterschaften in Berlin mit 72,01 m in der Qualifikationsrunde aus. Im Jahr darauf belegte er bei den Ibero-Amerikanischen Meisterschaften in San Fernando mit 69,39 m den vierten Platz und im Juli verpasste er bei den Europameisterschaften in Barcelona mit 72,19 m den Finaleinzug. 2011 gewann er bei den U23-Europameisterschaften in Ostrava mit 73,03 m die Silbermedaille hinter dem Polen Paweł Fajdek. Anschließend schied er bei den Weltmeisterschaften in Daegu mit 67,49 m erneut in der Qualifikationsrunde aus. Im Jahr darauf verpasste er bei den Europameisterschaften in Helsinki mit 70,91 m den Finaleinzug und anschließend kam er bei den Olympischen Sommerspielen in London mit 73,73 m ebenfalls nicht über die Vorrunde hinaus. 
2013 schied er bei den Weltmeisterschaften in Moskau mit 70,79 m in der Qualifikationsrunde aus und im Jahr darauf verpasste er bei den Europameisterschaften in Zürich mit 72,55 m ebenfalls den Finaleinzug. 2015 schied er bei den Weltmeisterschaften in Peking mit 70,96 m in der Vorrunde aus. Im Jahr darauf gelangte er bei den Europameisterschaften in Amsterdam mit 68,17 m auf den zwölften Platz und anschließend verpasste er bei den Olympischen Sommerspielen in Rio de Janeiro mit 69,73 m den Finaleinzug. 2018 schied er bei den Europameisterschaften in Berlin mit 72,76 m in der Qualifikationsrunde aus und anschließend siegte er mit 74,71 m bei den Ibero-Amerikanischen Meisterschaften in Trujillo. Im Jahr darauf erreichte er bei den Weltmeisterschaften in Doha das Finale und belegte dort mit 76,57 m den siebten Platz. 2021 gelangte er bei den Olympischen Sommerspielen in Tokio mit 76,30 m im Finale auf den zehnten Platz. 
2022 siegte er mit 74,70 m bei den Ibero-Amerikanischen Meisterschaften in La Nucia und anschließend schied er bei den Weltmeisterschaften in Eugene mit 74,25 m in der Qualifikationsrunde aus, ehe er bei den Europameisterschaften in München mit 73,06 m Elfter wurde.
In den Jahren 2009 und 2010, von 2012 bis 2016 sowie von 2018 bis 2022 wurde Cienfuegos spanischer Meister im Hammerwurf.